# Tipula (Schummelia) coulsoni
Tipula (Schummelia) coulsoni is een tweevleugelige uit de familie langpootmuggen (Tipulidae). De soort komt voor in het Oriëntaals gebied.